# مقلد بن كامل
مُقَلِّدُ بن كَامِل بن مِرْدَاس (تُوفي 1030-1050 ميلاديًّا) هو أحد أفراد سلالة المرداسيين، كان قائدًا لبني كلاب، وشَغِل منصب حاكم قلعة حلب ومبعوث المرداسيين إلى البيزنطيين والفاطميين.

## حياته

شجرة عائلة المرداسيين

مُقلِّد هو ابن كامل بن مرداس، شقيق صالح بن مرداس، مُؤسِّس إمارة المرداسيين في الشام والجزيرة الفراتية. في عام 1030، أثناء الحكم المشترك لأبناء صالح وخلفائه نصر وثِمال، أُرسِل مُقلِّد مبعوثًا إلى الإمبراطور البيزنطي رومانوس الثالث، وحاول إقناعه بوقف تقدمه ضد حلب. رفض رومانوس عرض المرداسيين بالتكريم واعتقل مُقلِّد. واصل رومانوس تقدمه ولكن استطاع المرداسيون هزيمته في معركة أعزاز.
عيَّن ثِمال مُقلِّد مسؤولًا عن قلعة حلب في حزيران 1038، بعد أن استطاع ثِمال الفرار من حلب في أعقاب مقتل أخيه نصر في ساحة المعركة على يد القائد الفاطمي أنشتكين الدزبري. بعد أن استسلم نائب محافظ حلب خليفة بن جابر الكيلبي، وسلَّم المدينة لقوات الدزبري في 19 حزيران، ولكن مُقلِّد استمر في الصمود. وعندما وصل الدزبري بنفسه إلى حلب، تفاوض مُقلِّد معه على الاستسلام وسُمح له في النهاية بمغادرة حلب بأمان، آخذًا معه العديد من الكنوز من القلعة. وبعد وفاة الدزبري في كانون الثاني 1042، وصل مُقلِّد وثِمال إلى حلب، وقد تم بالفعل تعيين الأخير محافظًا بمرسوم فاطمي، وسمح له سكان المدينة بالدخول.
شن حاكم دمشق الفاطمي ناصر الدولة بن حمدان، هجومًا على المرداسيين عام 1050 بعد أن قتل شقيق مُقلِّد جعفر حاكمهم الفاطمي في حمص جعفر بن كليد القطامي. ولمنع الفاطميين من إنشاء معاقل في منطقة حلب، فكك المرداسيون قلاع حماة ومعرة النعمان. وهزمت قوات الكيلبي المرداسية الفاطميين في وقت لاحق من ذلك العام. كما لعب ابن مقلِّد دورًا في سياسة المرداسيين بالتحالف مع محمود بن نصر ضد عمه عطية بن صالح.

## الفهارس
- أمابي، فكوزو (2016). الحكم الذاتي الحضري في الإسلام في العصور الوسطى: دمشق وحلب وقرطبة وطليطلة وفالنسيا وتونس. ليدن: بريل. مؤرشف من الأصل في 2023-08-06.
- بيانكيز, تييري (1993). "المرداسية". In Bosworth, C. E.; van Donzel, E.; Heinrichs, W. P.; Pellat, Ch. (eds.). The Encyclopaedia of Islam, New Edition, Volume VII: Mif–Naz (بالإنجليزية). Leiden: E. J. Brill. pp. 115–123. ISBN:90-04-09419-9.
- زكار، سهيل (1971). إمارة حلب: 1004-1094. حلب: دار الأمانة. مؤرشف من الأصل في 2023-08-06.